# Лоза Юрій Едуардович
Юрій Едуардович Лоза́ (рос. Юрий Эдуардович Лоза; нар. 1 лютого 1954, Свердловськ, РРФСР, СРСР) — радянський і російський автор-виконавець у жанрі бард-рок, співак, композитор, поет-пісняр, музичний критик.
Путініст і українофоб. Підтримує вторгнення Росії в Україну. 
З 15 січня 2023 року перебуває під санкціями РНБО за антиукраїнську діяльність.

## Життєпис
Предки співака жили в Польщі. Дід — Броніслав Павлович Ло́за, Ло́за — не псевдонім, а справжнє прізвище (наголос на першому складі). Народився в родині службовців: батько — інженер-конструктор, мати — бухгалтер. Коли Юрієві виповнилося сім років, сім'я переїхала до Алма-Ати.
У 13 років став грати на гітарі.
Після закінчення школи Лоза вступив до Казахського державного університету (географічний факультет), але кинув навчання заради музичного училища, проте спочатку відслужив в армії.
Після служби в армії вступив до Алматинського музучилища.
У 1975-1976 роках відвhttps://uk.wikipedia.org/w/index.php?title=Лоза_Юрій_Едуардович&action=edit#ідував заняття на відділенні ударних інструментів, навчання не закінчив. Грав у ансамблі «Калейдоскоп».
1977 року почав працювати в ансамблі «Інтеграл».
Ансамблем керував Барі Алібасов, який на той час працював художнім керівником в Усть-Каменогорському Будинку культури металургів.
Пізніше ансамбль числився при Саратовської філармонії. У складі ансамблю Лоза брав участь у рок-фестивалі «Весняні ритми» (Тбілісі, 1980), що став знаковим явищем з історії російської поп- та рок-музики.
У 1983 році Лоза переїхав до Москви і подав документи в ГІТІС. Не вступивши до інституту, він став учасником групи «Зодчі», в якій також грали Валерій Сюткін та Юрій Давидов.
У середині 80-х років пісні Лози становили основу репертуару «Зодчих».
З 1987 почав офіційну сольну кар'єру. За рік стає популярним завдяки пісні «Плот».
Пісні Юрія Лози стали особливо популярними наприкінці 1980-х — початку 1990-х років. Манеру виконання співака можна охарактеризувати як синтез авторської пісні, традиційної естради та рок-музики.
У 1995 Лоза створив власну студію звукозапису. Приблизно в цей же час він організував футбольну команду «Старко», до якої увійшли діячі вітчизняного шоу-бізнесу.
У 2003 році закінчив Московський економічний інститут (МЕСІ).
У 2009 році опублікував на сайті lib.ru п'єсу під назвою «Культур-мультур».

## Громадянська позиція
Відомий антизахідними висловлюваннями. Під час російсько-української війни також заявляв про підтримку проросійських бойовиків на Донбасі. На його думку, АТО — спецоперація проти мирних жителів окупованого регіону.
Фігурант бази даних центру «Миротворець» як особа, яка незаконно відвідувала окупований Росією Крим, свідомо порушуючи державний кордон України.
В одному з інтерв'ю Лоза виразив ряд конспірологічних теорій, в тому числі заявив про те, що Земля пласка, весь світ «засипаний по другий поверх», а польоти в космос — це вигадка і змова.
У 2022 році підтримав вторгнення Росії в Україну.

## Санкції
15 січня 2023 року Юрій Лоза потрапив до санційного списку України.

## Дискографія
- 1983 — Путешествие в рок-н-рол
- 1984 — Вогні естради
- 1984 — Концерт для друзів
- 1985 — Туга
- 1985 — Вогні естради
- 1986 — Любов, любов…
- 1987 — Усе життя — дорога
- 1988 — Що сказано, то сказано
- 1994 — Для душі
- 1994 — Архів
- 1995 — Для розуму…
- 1995 — Що сказано, то сказано (2CD) <! — Це не перевидання альбому 1988 року ->
- 2000 — Заповідні місця
- 2001 — Улюблені пісні
- 2002 — Компіляція в серії «Бульвар зірок»
- 2002 — Компіляція в серії «Grand Collection»
- 2002 — Компіляція в серії «Зоряна серія»
- 2004 — Заборонені пісні
- 2004 — Я вмію мріяти… (2CD)

## Фільмографія

### Актер
- 1982 - "Зірка і смерть Хоакіна Мур'єти" - ворог Хоакіна
- 2005 - Той, хто примножує печаль (11-та серія) - гість Серебровського (немає в титрах)
- 2006 - Хто в домі господар? ("Брехлива Даша", 77-а серія) - камео
- 2007 - Королі гри (10-та серія) - камео

## Цікаві факти
- Грає в шахи (за власним зізнанням — на рівні першого розряду)
- Уболівальник футбольної команди «Кайрат» (Алмати).